# Masoller
Masoller est une ville de l'Uruguay située dans le département de Rivera. Sa population est de 261 habitants.

## Histoire
La ville est célèbre pour la bataille de Masoller (1904).

## Population
| Année | Population |
| ----- | ---------- |
| 1963  | 56         |
| 1975  | 115        |
| 1985  | 61         |
| 1996  | 201        |
| 2004  | 261        |

,